# 스톡홀름 군도

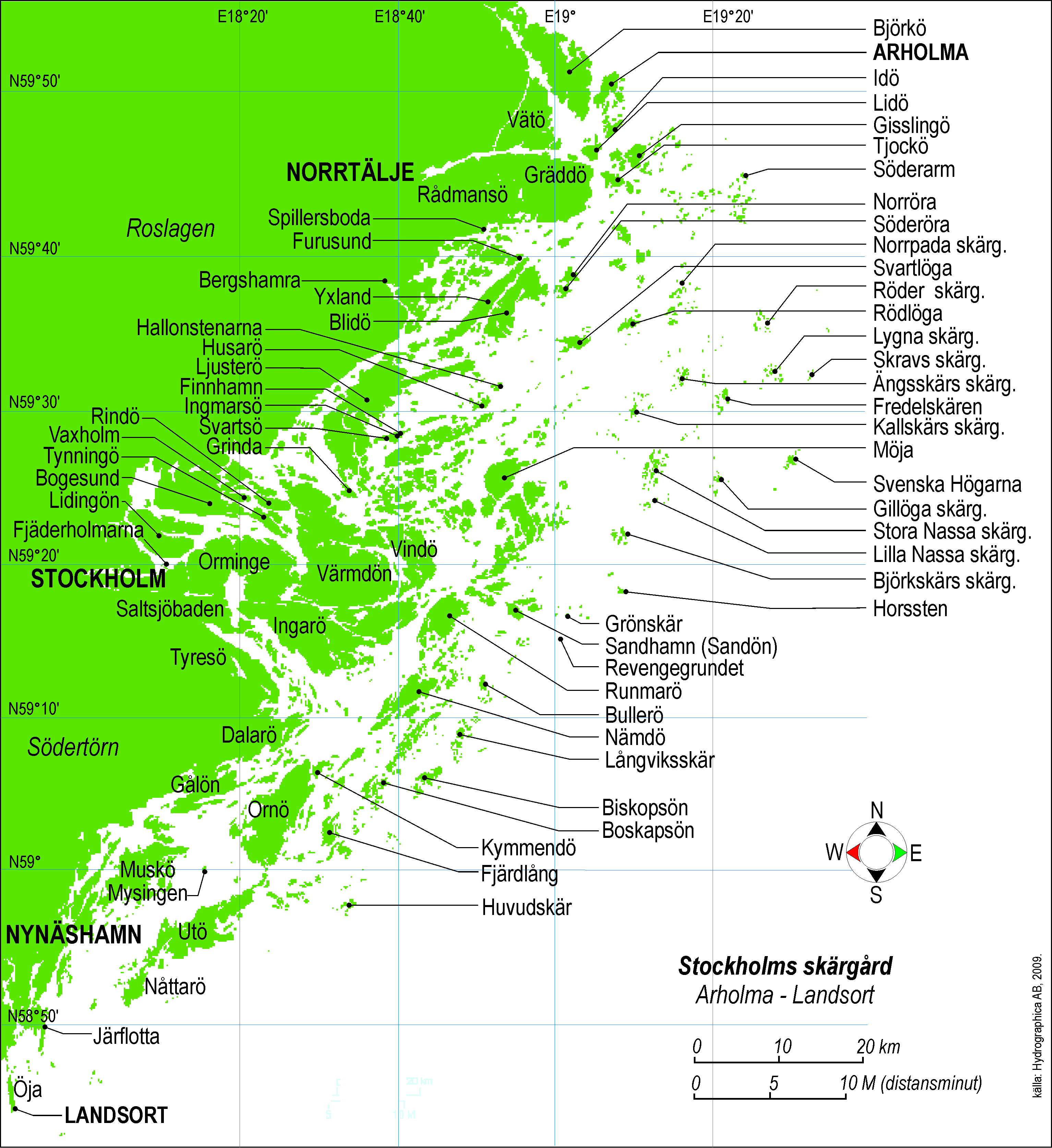
스톡홀름 군도 지도

스톡홀름 군도(스웨덴어: Stockholms skärgård, 영어: Stockholm Archipelago)는 스웨덴에서 가장 큰 군도이면서, 발틱해에서 두 번째로 큰 군도이다.